# Giovanni Anselmo

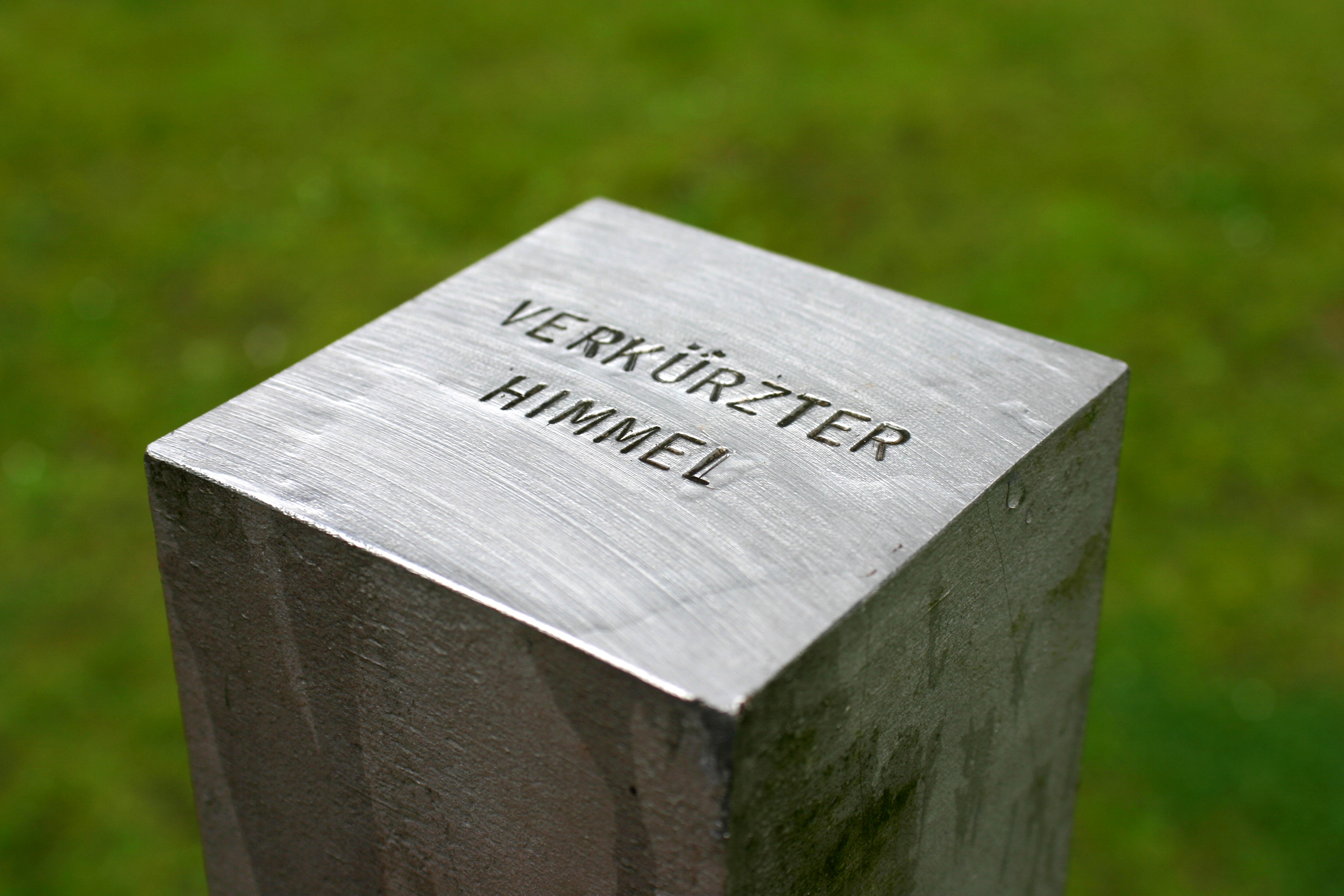
Exposición: Cielo Condensado (1987). Münster, Alemania.

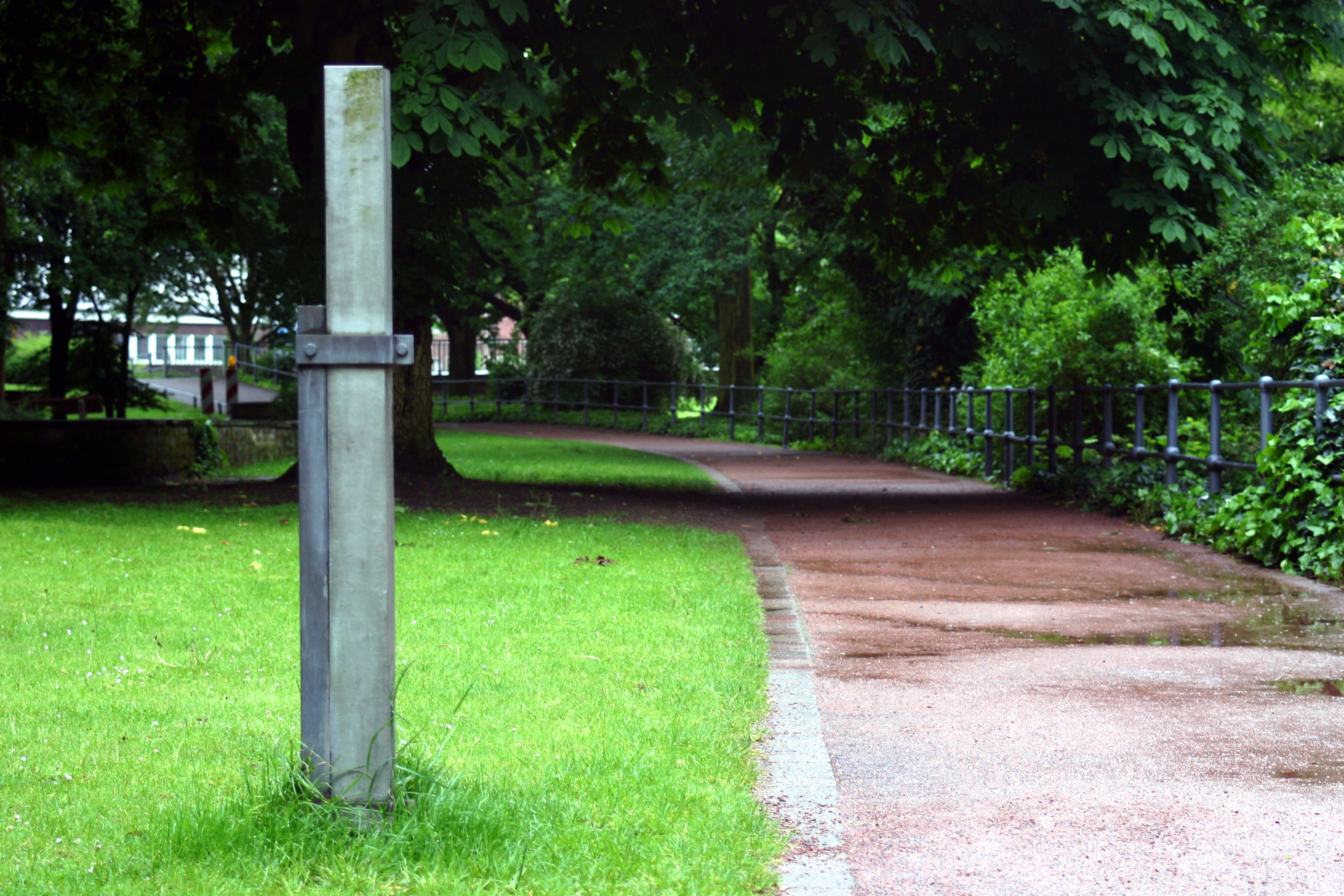
Exposición: Cielo condensado (1987) Münster, Alemania.

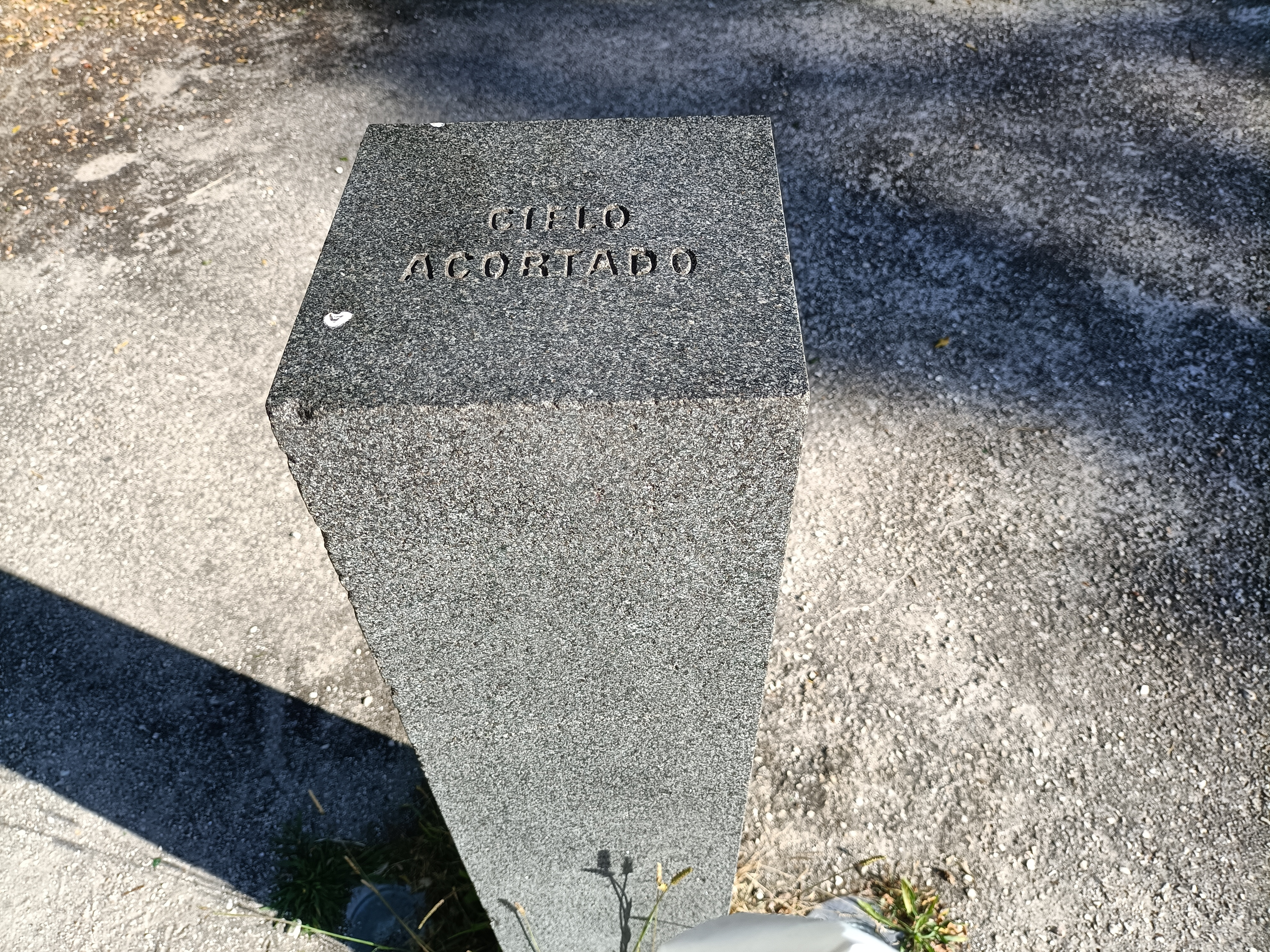
Cielo acortado (1999) Pontevedra, España.

Giovanni Anselmo (Borgofranco d'Ivrea, 5 de agosto de 1934-18 de diciembre de 2023) fue un escultor italiano y uno los principales representantes del arte povera, que consiste en acercarse a la naturaleza de la materia orgánica e inorgánica, por lo general de origen agrícola .

## Biografía
Las obras de Giovanni Anselmo están compuestas de granito, madera, piel de animal y otros materiales. En 1972 participó en la exposición de arte Documenta5. En 1990 ganó el León de Oro de Pintura en la Bienal de Venecia.

## Obras
- Infinito es un ladrillo de plomo que lleva la inscripción: finito en el borde de su zona superior, que puede dejar sugerir que la sílaba in ha estado cortada. La presencia de la materia, la meta real, sugiere la existencia de una moral, el infinito etéreo, creando un nuevo espacio de dimensiones superiores. Este espacio puede ser comparado a una fuente de  antropológica de pensamientos colectivos. Se encuentra en el Museo de Arte Moderno y Contemporáneo de Estrasburgo.
- Specchio (1968)
- Torsione (1968)
- L'Aurea della Pittura (1996)
- Cielo acortado (1999) en la Isla de las Esculturas de Pontevedra